# João Vítor de Oliveira
João Vítor de Oliveira, född 15 maj 1992, är en friidrottare från Brasilien. Han deltog vid olympiska sommarspelen 2016.